# Michelangelo (spoorwegen)

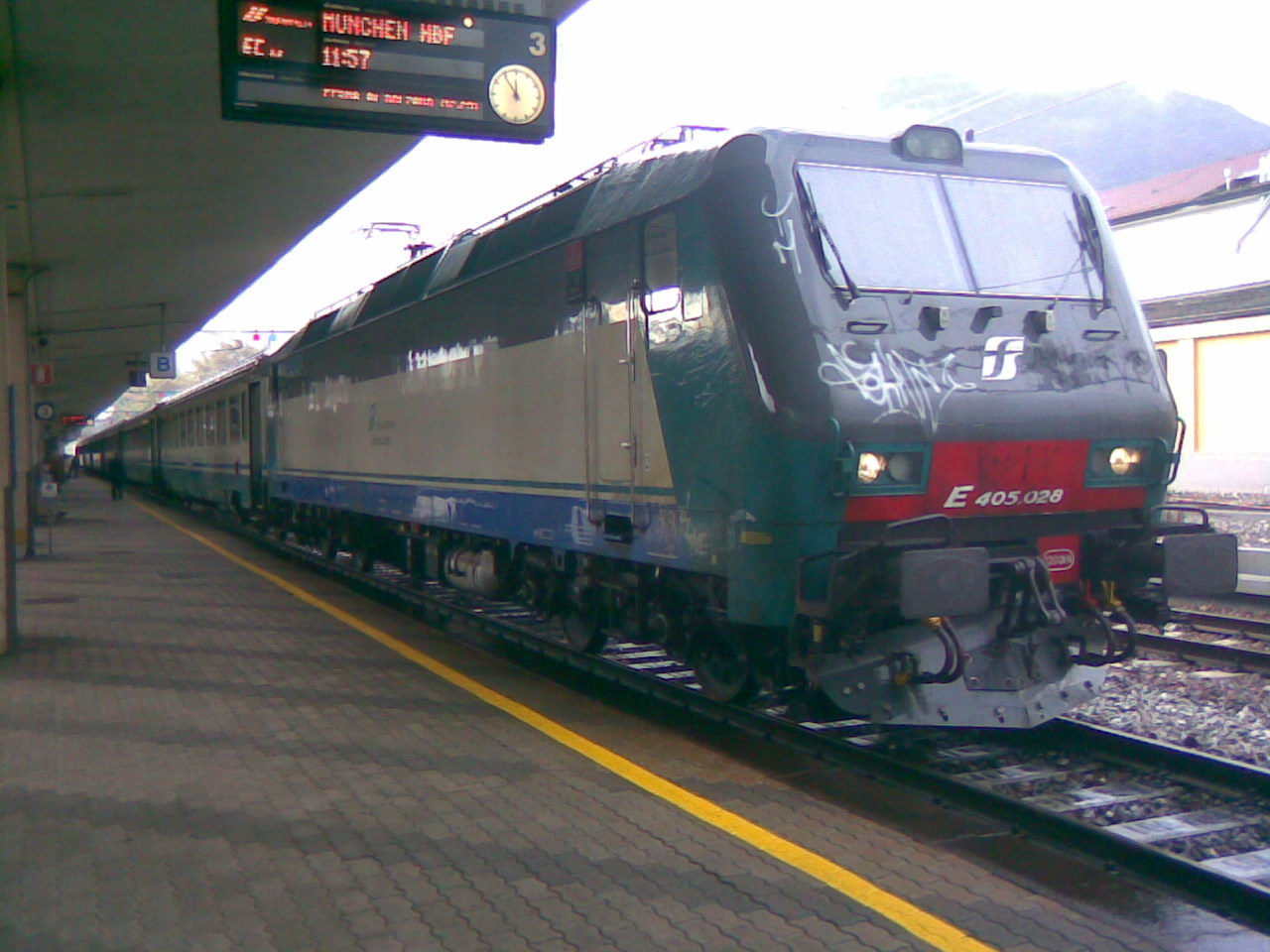
Klaar voor vertrek op het station van Trento

De Michelangelo is een Europese internationale trein voor de verbinding Rome - München. De trein is vernoemd naar de Italiaanse kunstenaar Michelangelo Buonarroti.

## EuroCity

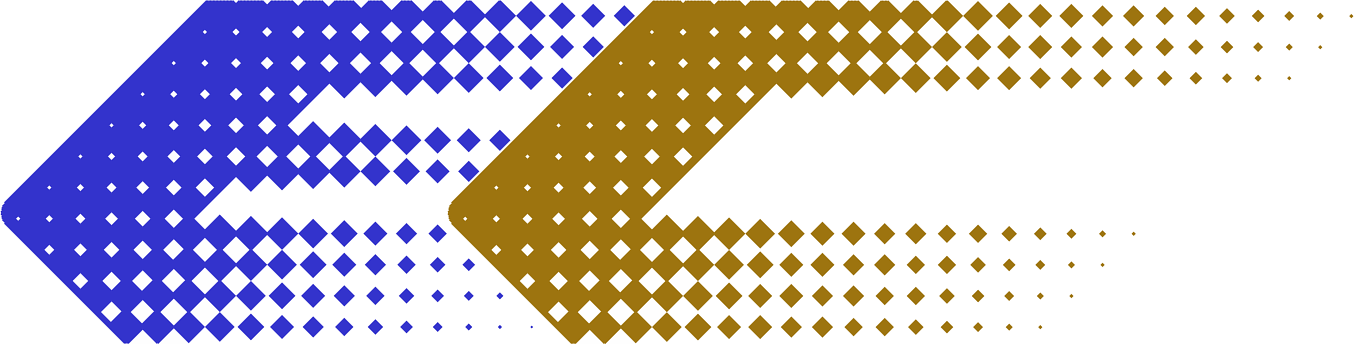
Eurocity logo

De Michelangelo is op 29 mei 1988 in het EuroCity-net opgenomen als tweede EuroCity dagverbinding met Rome na de EC Romulus. De Michelangelo verbond Rome met Duitsland over de Brennerroute.

### Rollend materieel
De trein bestaat geheel uit Italiaanse Eurofima rijtuigen, van het oude Italiaanse IC-Plus type. In Duitsland en Oostenrijk wordt deze trein door een locomotief type Br101 gereden en ook vaak met Taurus. In de Oostenrijks/Italiaanse grensplaats Brennero vindt er een locomotiefwissel plaats waar de Duitse locomotief plaats maakt, voor een E405 locomotief van Trenitalia. Deze locomotief trekt de trein tot Verona Porta Nuova, alwaar er wederom een locomotiefwissel plaatsvindt en er een locomotief type E444R van Trenitalia voor de trein komt.

### Route en dienstregeling
De Michelangelo startte de dienst op 29 mei 1988 met de treinnummers EC 80 en EC 81
| EC 80 | land       | station                | km   | EC 81 |
| ----- | ---------- | ---------------------- | ---- | ----- |
| 07:45 | Italië     | Roma Termini           | 0    | 19:58 |
|       | Italië     | Arezzo                 | 228  |       |
|       | Italië     | Firenze S.M.N.         | 316  |       |
|       | Italië     | Prato                  | 332  |       |
|       | Italië     | Bologna Centrale       | 413  |       |
|       | Italië     | Verona PN              | 527  |       |
|       | Italië     | Rovereto               | 595  |       |
|       | Italië     | Trento                 | 619  |       |
|       | Italië     | Bolzano/Bozen          | 674  |       |
|       | Italië     | Bressanone/Brixen      | 712  |       |
|       | Italië     | Fortezza/Franzensfeste | 723  |       |
|       | Italië     | Brennero/Brenner       | 764  |       |
|       | Oostenrijk | Innsbruck Hbf          | 801  |       |
|       | Oostenrijk | Jenbach                | 836  |       |
|       | Oostenrijk | Wörgl Hbf              | 862  |       |
|       | Oostenrijk | Kufstein               | 875  |       |
|       | Duitsland  | Rosenheim              | 909  |       |
|       | Duitsland  | München Ost            | 964  |       |
| 18:58 | Duitsland  | München Hbf            | 974  |       |
| **:** | Duitsland  | Nürnberg               | 1173 | 06:47 |

De vroege start in Nürnberg verviel op 2 juni 1991, de trein is toen ook omgenummerd in EC 84 voor de trein noordwaarts en EC 85 zuidwaarts. Tot omstreeks winter 2008 reed deze Eurocity trein tot Roma-Termini, sinds de zomerdienstregeling 2008 rijdt deze trein echter naar de Italiaanse kustplaats Rimini. Na vele wrijvingen tussen ÖBB en Trenitalia over de dienstuitvoering, hebben de Deutsche Bahn en ÖBB een overeenkomst gesloten met de Ferrovie Nord Milano (FNM) voor de uitvoering van de EuroCity dienst ten zuiden van de Brenner. De treinen worden, inclusief de tractie, sinds 13 december 2009 verzorgd door de FNM. De FNM heeft echter ongunstige rijpaden gekregen zodat overstappen op andere Italiaanse treinen (van Trenitalia) moeilijker is geworden.